# Banca de Economii (Republica Moldova)
Banca de Economii SA (abreviat BEM) este o bancă din Republica Moldova cu capital majoritar de stat.

## Istoria băncii
Banca de Economii a fost înființată la 11 noiembrie 1940, odată cu inaugurarea pe teritoriul Republicii Moldova a 7 direcții județene ale Caselor de Stat de Economii: Chișinău, Bălți, Cahul, Bender, Orhei, Soroca și Tiraspol.
În anul 1987, odată cu reorganizarea sistemului financiar-bancar, Casele de Stat de Economii provenite din muncă au obținut statutul de Banca de Economii provenită din Muncă și Creditare a populației. Ulterior a devenit o subdiviziune a Băncii de Economii a URSS, fiind numită Banca Republicană din Moldova.
După proclamarea independenței Republicii Moldova, instituția a fost reorganizată în Banca de Economii a Moldovei, devenind astfel bancă comercială pe acțiuni cu capital de stat.
La decizia acționarilor, în anul 1994, banca este reorganizată în Societate pe Acțiuni de tip deschis, iar doi ani mai târziu - în Banca Comercială pe Acțiuni „Banca de Economii”.
În anul 2001, pe 18 iunie, banca a fost reînregistrată ca Societate pe Acțiuni, statut pe care îl deține și astăzi.
În aprilie 2014, concernul de stat rus "Vneșekonombank" a devenit acționar al Băncii de Economii din Moldova, după ce a cumpărat pachet de 24,9% din fondul de acțiuni al băncii, contra sumei de 50,1 milioane de lei.
La sfârșitul lui 2014, printr-o decizie a Curții Supreme de Justiție, statul a reintrat în posesia pachetului majoritar de 56,13% la Banca de Economii. Atunci Banca Națională a inițiat investigații și a numit un administrator special.

## Legături externe
- Site oficial